# Cifrado (música)
En música, se llama cifrado a los sistemas de notación y nomenclatura que utilizan signos de cifras (y por extensión de letras) para expresar los fenómenos sonoros; o, dicho de otra manera, aquellos sistemas que no utilicen los símbolos particulares de la notación musical convencional a través del pentagrama para expresar los eventos musicales y las cifras del pentagrama.
Los diferentes sistemas cifrados, dado el carácter taquigráfico de todos ellos, siempre han procurado de servirse con el menor número posible de signos y se han utilizado en diferentes estilos y períodos de la música. Usado en origen como representación de estructuras de acordes o abreviatura de ellos, los sistemas de cifrado han evolucionado y adaptándose con el tiempo a la evolución misma de la música.

## Clasificaciones
Históricamente, han sido (y son) algunos de los sistemas de expresión musical más utilizados, tanto en la antigüedad como en la actualidad, donde siguen existiendo y ocurriendo en muchos contextos. Estos son algunos de ellos:

### 1. Bajo cifrado (o figurado)
Para la representación o notación de los acordes el sistema más antiguo es quizás el Bajo Cifrado o Figurado. Esta simbolización armónica deriva del recurso estilístico empleado en el Barroco (Bajo Continuo o Continuo), y ha permanecido en el ámbito de la música académica o "clásica". Utilizado muchas veces con fines prácticos o pedagógicos, consiste en una línea de bajos con números y símbolos que indican las armonías requeridas.

### 2, Cifrado de función
En la disciplina del análisis musical, surgen en el siglo XX varios sistemas que indican la función del acorde dentro del contexto de la tonalidad.

#### Hugo Riemann (1893)
Define tres funciones: Tónica (T), Dominante (D) y Subdominante (S) que corresponden respectivamente a los grados primero, quinto y cuarto de la escala. Los demás grados se asimilan a estos tres grupos.
| Función      | Grado principal | Grados paralelos          |
| ------------ | --------------- | ------------------------- |
| Tónica       | T (primero)     | Tp (sexto)                |
| Dominante    | D (quinto)      | Dp (tercero), Đ (séptimo) |
| Subdominante | S (cuarto)      | Sp (segundo)              |

#### Harvard y Yale
Vinculado a la escuela estructuralista americana utiliza los números romanos diferenciando el tipo de acorde (mayor o menor) modificándolas con mayúsculas, minúsculas, tachado o la abreviatura aum. para los cuatro tipos de tríada.

#### Cifrado francés (Chailley)
Más común en los tratados europeos es semejarte al anterior pero usando solamente mayúsculas, ofreciendo, por tanto, menos información que el anterior. Es por eso que se suele combinar con el cifrado del bajo continuo. Existen variaciones de éste en los tratados de Walter Pistons, que estudió en Europa, y de Arnold Schönberg.

### 3.Cifrado anglosajón (o americano)
Los griegos nombraron las notas mediante las letras de su alfabeto. En el siglo X se sustituyen las letras del alfabeto griego por las del latino y se hace muy popular en Alemania y luego en Inglaterra. Se termina de popularizar e internacionalizar en Estados Unidos durante el siglo XX (de ahí que se lo llame también Cifrado Americano). La relación de letras y notas es la siguiente:
| A  | B  | C  | D  | E  | F  | G   |
| LA | SI | DO | RE | MI | FA | SOL |

Es muy utilizado principalmente en la música popular, en jazz y en armonía moderna, en donde se utilizan estas letras junto con otros símbolos complementarios específicos.

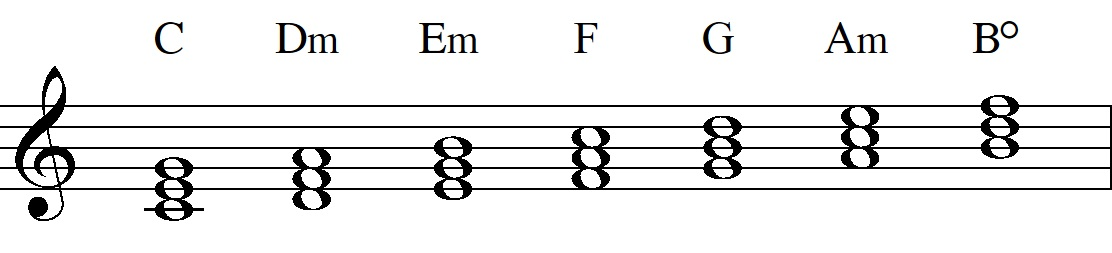
Cifrado para los acordes de la escala mayor de Do (C)

### 4. Nashville Number System
Creado a finales de 1950 y desarrollado por Charlie McCoy para ser utilizado en los estudios de grabación por los músicos de estudio. Consiste en números (1, 2, 3, 4, 5, 6, 7) que indican el grado, lo cual permite una fácil transposición de las canciones, junto con los modificadores propios del cifrado americano.
Por tanto podría definirse como una mezcla del cifrado de números romanos, utilizado en análisis, y del americano. También implementan símbolos que expresan el ritmo armónico y patrones rítmicos característicos.

### 5. Cifrado melódico
Consiste en la utilización de números arábigos con un acento circunflejo. Estos números indican el grado de la escala al que corresponde dicha nota. Se suele acompañar de flechas ascendentes o descendentes para indicar si está alterado en alguna de esas direcciones. En ocasiones se utilizan también los símbolos sostenido y bemol para dicho menester.

### 6.Tablatura, Cifra o Tabulado
Esta notación consiste en la representación gráfica de las notas a través de números o símbolos sobre unas líneas determinadas. En algunos casos como en los instrumentos de cuerda, se utilizan para representar las cuerdas. Aunque es un sistema muy usado actualmente, tuvo su origen en la Europa del 1300.

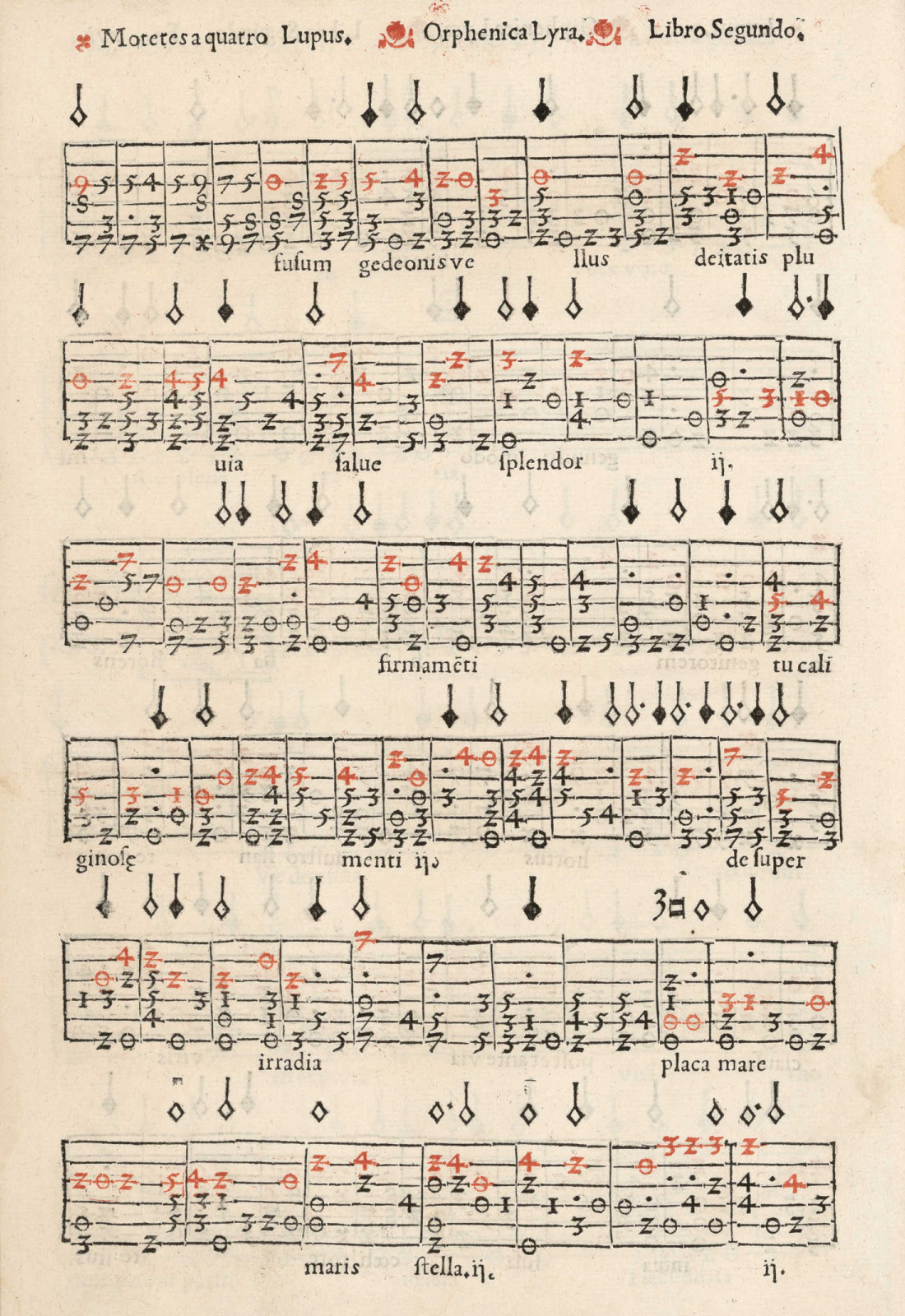
Tablatura para vihuela de 1554

- Casos especiales se podrían considerar actualmente lenguajes musicales como el MIDI, también cifrado pero que, en este caso, en vez de abreviar sucesos musicales, lo que se pretende es codificar todos los parámetros posibles del sonido, para su transmisión y reproducción digital.